# Fortini/Cani
Fortini/Cani è un film documentario del 1976 diretto da Jean-Marie Straub e Danièle Huillet.

## Trama
Franco Fortini legge lunghi estratti del suo libro I cani del Sinai nel quale, colpito dallo scoppio della Guerra dei sei giorni, critica l'incertezza dei partiti di sinistra nel condannare la politica di Israele, rievoca la difficile storia degli ebrei in Europa, riflette sulla politica internazionale (in particolare sui rapporti tra Israele e Palestina) e racconta alcuni episodi della sua giovinezza segnata dalle leggi razziali fasciste.

## Produzione
L'opera viene presentata in anteprima alla 12ª Mostra internazionale del Nuovo Cinema di Pesaro. Lo stesso Fortini assiste per la prima volta alla proiezione del film: «Prima di allora non avevo veduto un metro di pellicola, né udita alcuna registrazione. (...) A parte ciò sono stato scosso in maniera molto positiva. C'è solo una leggera caduta nel finale, quando sullo schermo vengono mostrati, forse troppo a lungo, gli articoli de l'Unità e il "discorso" del testo giornalistico si somma o confonde con quello del libro. Ma la mia impressione resta comunque assolutamente positiva».